# Euphorbia uliginosa
Euphorbia uliginosa là một loài thực vật có hoa trong họ Đại kích. Loài này được Welw. ex Boiss. mô tả khoa học đầu tiên năm 1862.